# Juan Manuel Gareca
Juan Manuel Gareca (* 8. Februar 1999) ist ein bolivianischer Sprinter, der sich auf den 400-Meter-Lauf spezialisiert hat.

## Sportliche Laufbahn
Erste Erfahrungen bei internationalen Meisterschaften sammelte Juan Manuel Gareca im Jahr 2022, als er bei den Hallensüdamerikameisterschaften in Cochabamba in 49,75 s den fünften Platz belegte. Zudem gewann er mit der bolivianischen 4-mal-400-Meter-Staffel gemeinsam mit Tito Hinojosa, Alberto Antelo und Nery Peñaloza die Silbermedaille hinter dem Team aus Venezuela.
2019 wurde Gareca bolivianischer Meister im 400-Meter-Lauf.

## Persönliche Bestzeiten
- 400 Meter: 49,14 s, 7. August 2021 in Cochabamba
  - 400 Meter (Halle): 49,75 s, 20. Februar 2022 in Cochabamba